# شیکاگو بیرز

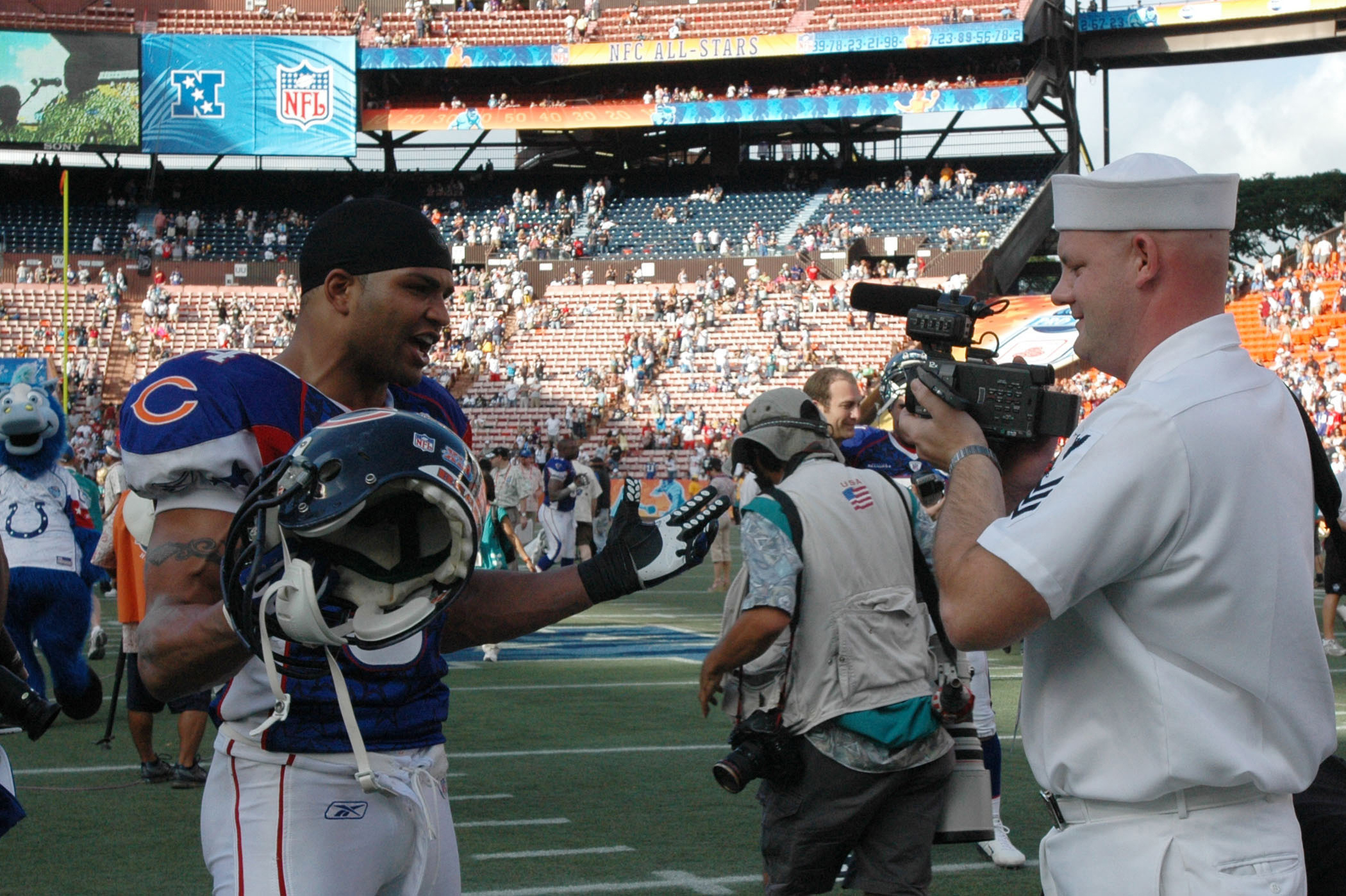
یک ملوان نیروی دریایی آمریکا در حال فیلمبرداری از یکی از بازیکنان تیم شیکاگو بیرز

تیم فوتبال آمریکایی شیکاگو بیرز (به انگلیسی: Chicago Bears) از شهر شیکاگو در ایالت ایلینوی می‌باشد.
این تیم عضو لیگ ملی فوتبال آمریکا است.
ورزشگاه خانگی این تیم ورزشگاه سولجر نام دارد.

## وبگاه رسمی
- وبگاه رسمی تیم